# Килгор Траут
Ки́лгор Тра́ут (англ. Kilgore Trout, 1907—1981 или 1917—2001 гг.) — персонаж произведений Курта Воннегута, по сюжету — писатель-фантаст, автор 209 романов, как минимум двухсот рассказов, и лауреат Нобелевской премии по медицине 1979 года.
Прототипом Траута послужил реально существовавший писатель-фантаст Теодор Стёрджон (Старджон) (Theodore Sturgeon). Траут присутствует в нескольких книгах Воннегута и играет в них различные роли — служит катализатором для действий главных героев в произведениях «Благослови вас Бог, мистер Розуотер» (в котором персонаж дебютировал в 1965 году) и «Бойня номер пять», а в остальных, таких как «Завтрак для чемпионов», «Галапагосы» или «Времетрясение», Траут не просто помогает двигать сюжет, но оказывается жизненно важным для всего повествования персонажем.
Траут обычно описывается как никем не признанный писатель-фантаст, чьи романы подвёрстывают для объёма в издания с самой грубой порнографией, а также неадекватно иллюстрируют их подобными фотографиями, либо в магазинах его книги лежат среди подобных изданий. Его произведения признаны одним поклонником, Элиотом Розуотером, ещё одним героем Воннегута, имеющим почти полную коллекцию произведений Траута. Упоминается, что Розуотер как-то раз присылает Трауту письмо, в котором говорится, что тот должен стать президентом земного шара.
Кроме новелл Воннегута, персонаж Килгора Траута появился в экранизации «Завтрака для чемпионов», снятой в 1999 году режиссёром Аланом Рудольфом. Роль Траута сыграл актёр Альберт Финни.
Воннегут по-разному описывал биографию Траута в разных произведениях. В «Завтраке для чемпионов» он родился в 1907 и умер в 1981, в романе «Времетрясение» — родился в 1917 и умер в 2001. Обе даты смерти были в будущем относительно моментов написания произведений. В 2004 году Воннегут в статье для журнала «In These Times» «сообщил» о том, что Траут кончил жизнь самоубийством, отравившись средством для прочистки канализации «Drano».
По крайней мере, одно опубликованное произведение приписывается Килгору Трауту — роман «Венера в раковине» (Venus on the Half-Shell) Филиппа Хосе Фармера, опубликованный в 1975 году под этим псевдонимом. Некоторое время считалось, что он написан Воннегутом, а когда раскрылась правда об авторстве, Воннегут заявил, что для него «ничего хорошего в этом нет».
Образ Килгора Траута рассматривается как пародия Воннегута на самого себя, его альтер эго, что подтвердил сам автор в прологе «Времетрясения».

## Килгор Траут в романе «Бойня номер пять, или Крестовый поход детей»
Билли, главный герой романа, встречается весной 1948 года в палате для тихих психических больных с Элиотом Розуотером (главным персонажем романа Дай вам Бог здоровья, мистер Розуотер) в военном госпитале близ Лейк-Плэсида, в штате Нью-Йорк. У Розуотера множество книг Траута, и Билли увлекается ими. Чуть позже он знакомится с самим Траутом, снимающем подвал в Илиуме, родном городе Билли. Живёт Траут без друзей, презираемый всеми. Дочь Билли считает, что романы Траута — одна из причин сумасшествия героя. В самом деле, сюжеты книг Траута перекликаются с тем, что случалось (или кажется, что случалось) с Билли.
Пишет Траут всегда про землян, все земляне у него — американцы. Ни одно издательство не выпускает две его книги подряд. Сам Траут не знает, сколько книг он написал (приблизительно — 75). Зарабатывает деньги распространением «Илиумского вестника». Боится рака, собак и крыс. По его утверждениям, он описывает в своих книгах всё, что с ним бывает, и не пишет ничего такого, чего не было бы, так как иное — мошенничество. В своих романах Траут почти всегда пишет «про пертурбации во времени, про сверхчувственное восприятие и другие необычайные вещи». Траут очень верит во все это и жадно ищет подтверждения.

### Упоминаемые книги
Маньяки четвёртого Измерения
Книга описывает «психически больных людей, которые не поддавались лечению, потому что причины заболеваний лежали в четвёртом измерении и ни один трехмерный врач-землянин никак не мог определить эти причины и даже вообразить их не мог».
Космическое евангелие
Повесть про пришельца из космоса, очень похожего на тральфамадорца, который изучал христианство, чтобы узнать, почему христиане легко становятся жестокими. Он решил, что виной всему неточность евангельских повествований, и предположил, что замысел Евангелия был в том, чтобы учить людей быть милосердными даже по отношению к ничтожнейшим; но из-за происхождения Христа, сына Бога, в отношении которого допустили ошибку, выходило, что Евангелие учило: «прежде чем кого-то убить, проверь как следует, нет ли у него влиятельной родни?»
Чудо без кишок
В книге описывался робот, у которого скверно пахло изо рта, а когда он от этого излечился, его все полюбили.
По заявлению Воннегута (в тексте «Бойни»), книга была написана в 1932 году, и в ней предсказывалось употребление сгущенного желеобразного газолина для сжигания людей.

Вещество бросали с самолётов роботы. Совесть у них отсутствовала, и они были запрограммированы так, чтобы не представлять себе, что от этого делается с людьми на земле.

Ведущий робот Траута выглядел как человек, он мог разговаривать, танцевать и так далее, даже гулять с девушками. И никто не попрекал его тем, что он бросает сгущенный газолин на людей. Но дурной запах изо рта ему не прощали. А потом он от этого излечился, и человечество радостно приняло его в свои ряды.
Большая доска
Эту книгу Билли однажды читал в военном госпитале, когда лечился от сумасшествия. Позже он встречает её в одном из магазинчиков с порнографической литературой. В книге содержится рассказ о том, как двух землян — мужчину и женщину — похитили неземные существа. Эту пару выставили в зоопарке на планете Циркон-212.
Сам Билли, по собственным воспоминаниям, был похищен тральфамадорцами вместе с Монтаной Уайльдбек, порнозвездой, оставшейся в трафамалдорском зоопарке с их общим младенцем.
У героев «Большой доски» в зоопарке висели бутафорные телефонный аппарат (будто бы соединённый с земными маклерами), телеграф и большая доска, показывающая мнимые биржевые цены и стоимость акции. Инопланетяне сказали людям, что для них на Земле вложен в акции миллион долларов, и они могут стать богаты, вернувшись, если будут этими деньгами управлять. Земляне высокоэмоционально играли на бирже, развлекая посетителей зоопарка.
Упоминается, что существа с летающих блюдец, похитившие героев, расспрашивают их о Дарвине и о гольфе.
(Еще одна книга про Христа)
В романе рассказывается, как один человек изобрел машину времени, чтобы вернуться в прошлое и увидеть Христа. Машина сработала, и человек увидал Христа, когда Христу было всего двенадцать лет; он учился у Иосифа плотничьему делу, вместе они выполняли заказ римлян на изготовление креста для казни.
Далее изобретатель машины времени путешествует к дате смерти Христа, чтобы дознаться, мёртвым ли сняли его с креста, или он продолжал жить. Смешавшись с людьми, снимавшими тело, он с помощью стетоскопа выясняет, что Христос был мёртв. Ему удаётся измерить рост Христа (1,61 м), но не удалось его взвесить.
(Книга про денежное дерево)
Вместо листьев на денежном дереве росли двадцатидолларовые бумажки, вместо цветов — акции, вместо фруктов — бриллианты. Дерево привлекало людей, они убивали друг друга рядом с ним, и удобряли землю возле ствола своими телами.
(Роман про похороны прославленного французского шеф-повара)
(Сюжет книги на ходу сочинен Траутом во время беседы на праздновании восемнадцатилетия со дня свадьбы Билли, в ответ на вопрос, какая из его книг была самой знаменитой.)
Прославленного французского шеф-повара хоронили все самые знаменитые шеф-повара мира. Похороны вышли прекрасные, и прежде чем закрыть крышку гроба, траурный кортеж посыпал дорогого покойника укропом и перчиком.

## Килгор Траут в романе «Завтрак для чемпионов, или Прощай, чёрный понедельник»[1]
В этой книге Килгор Траут является одним из главных персонажей.

### Упоминаемые книги
Теперь всё можно рассказать
Все на свете — роботы, все до единого, за исключением читателя.
Роман был предназначен для любого, кто его случайно откроет. Там просто-напросто говорилось первому встречному: «Эй! Знаешь что? Ты — единственное существо со свободной волей! Как тебе это нравится?» И так далее.
Траут не ожидал, что на кого-нибудь эта книга произведёт впечатление. Тем не менее она послужила причиной безумия второго центрального персонажа романа, Двейна Гувера.
(история Делмора Скэга)
Скэг — ученый, который изобрёл способ производить потомство из куриного бульона. Он соскребал бритвой живые клетки с ладони правой руки, смешивал их с бульоном и подвергал эту смесь воздействию космических лучей. И клетки превращались в младенцев, как две капли воды похожих на Делмора Скэга. Вскоре у Делмора Скэга каждый день стала появляться целая стайка ребятишек, и он, гордясь и радуясь, приглашал соседей на крестины. Иногда в день крестили до сотни младенцев. Он прославился как отец самого большого в мире семейства. Скэг рассчитывал, что в его стране будет издан закон, запрещающий заводить слишком большие семьи. Но законодательные учреждения и суды отказались вникнуть в проблему перенаселения. Вместо этого они издали строжайший закон, запрещавший неженатым людям варить куриный бульон.
Чума на колесах
В тексте этой книги описывалась жизнь на планете Линго-Три, где жители походили на американские автомобили. Однако их не делали на заводах. Они размножались. На Линго-Три прилетели космонавты с планеты Зельтольдимар и узнали, что существа эти вымирают, потому что они изничтожили все ресурсы на своей планете. Но космонавты не могли оказать никакой материальной помощи, ни даже забрать одно из их яиц автосуществ на свою планету, поскольку самое мелкое яйцо весило сорок восемь фунтов, а космонавты прилетели на корабле не больше земной коробки из-под ботинок. Представитель зельтольдимарцев, Каго, сказал, что единственное, что он может для них сделать, — это рассказать во всей Вселенной, какие эти существа-автомобили замечательные. Корабль Каго облетел Вселенную, поддерживая память об автосуществах. Наконец экипаж прибыл на планету Земля. Иммунитета к безумным идеям у землян не было. Через столетие после прибытия Каго на Землю вся жизнь на этой планете вымирала или уже вымерла. Везде лежали остовы тех огромных насекомых, которых люди создали и обожествили. Назывались они автомобили. Маленький Каго умер сам задолго до гибели планеты. Он пытался выступить в одном из баров города Детройта с речью о вреде автомобилей. Но никто его не замечал. И когда он на минуту лег передохнуть, пьяный рабочий с автозавода принял его за спичку и убил Каго, чиркнув им несколько раз о стойку бара.

### Упоминаемые рассказы
Плясун-дуралей
Существо по имени Зог прибыло на летающем блюдце на нашу Землю, чтобы объяснить, как предотвращать войны и лечить рак. Принес он эту информацию с планеты Марго, где язык обитателей состоял из пуканья и отбивания чечетки. Зог приземлился ночью в штате Коннектикут. И только он вышел на землю, как увидал горящий дом. Он ворвался в дом, попердывая, как жирный старый дед, и отбивая чечетку, то есть предупреждая жильцов на своем языке о страшной опасности, грозившей им всем. И хозяин дома клюшкой от гольфа вышиб Зогу мозги.

## Килгор Траут в романе «Рецидивист»[24]
В романе Килгор Траут — один из псевдонимов человека по имени Боб Фендер (есть также второй псевдоним — Фрэнк Икс Барлоу). Фендер — ученый, ветеринар. Во время войны в Корее был старшим лейтенантом армии Соединённых Штатов, в Японии служил инспектором по качеству мяса, направляемого в Корею на фронт. Единственный человек в тюрьме, в которой сидит главный герой романа, которому дали пожизненный срок — за государственную измену, и единственный в Америке, кому вынесли такой приговор во время Корейской войны. По соображениям гуманности трибунал заменил ему высшую меру пожизненным заключением без права обжалования приговора.
В Осаке Боб Фендер влюбился в певичку Идзуми, имитировавшую Эдит Пиаф. Идзуми была северокорейской шпионкой, соблазнившей его при попытке выведать государственные тайны (которыми Боб не владел). Он отвёз её к себе домой (в казармы корпуса тыла армии США), наутро по радио они услышали, что ночью шпионская организация, в которой состояла Идзуми, раскрыта.
Одиннадцать дней влюблённый Боб прятал шпионку, на двенадцатый попробовал спросить у одного матроса с новозеландского судна, не возьмется ли он за 1000$ вывезти девушку из Японии. Идзуми и Фендера тут же арестовали. По слухам, Идзуми была расстреляна в Сеуле без судебного разбирательства.
В тюрьме Боб Фендер заведует каптеркой. В каптерке постоянно слушает Эдит Пиаф. Довольно известен как автор научно-фантастических рассказов, каждый год публикует десяток-другой. Деньги тратит на мелкие подарки людям, выходящим из тюрьмы. Объясняется по-французски с акцентом.
Килгор Траут похож лицом на героя Америки Чарлза Линдберга. Высокий, широк в кости, со скандинавской кровью.

### Упоминаемые рассказы
Заснул у пульта
Новопреставленный Альберт Эйнштейн попадает в приёмную перед Вратами Рая, заполненную сидящими перед компьютерами бывшими работниками-экономистами. Чтобы попасть в Рай, ему, как и прочим, необходимо заполнить анкету о том, умело ли он пользовался предоставленными ему бизнес-возможностями. Работники подсказывают ему, как и многим другим, что он упустил множество возможностей; но в итоге узнают учёного и пропускают его.
В Раю Эйнштейн видит, что многие мучаются от того, что им сказал эксперт. Обдумав услышанные жалобы, Эйнштейн приходит к мысли, что если бы каждый живущий на Земле в полной мере использовал предоставляющуюся ему возможность разбогатеть, то бумажных денег пришлось бы выпустить столько, что вскоре их стоимость перекрыла бы стоимость всех природных богатств вселенной и не осталось бы никого, кто делал бы какую-нибудь полезную работу. Эйнштейн пишет об этом Богу, предположив, что Бог не знает, что его эксперты занимаются ерундой; Бог посылает к учёному Архангела, который грозится отнять скрипку, если учёный продолжит говорить на эти темы.

Рассказ этот явно целит в Господа Бога, допуская, что Он способен прибегать к дешёвым уловкам вроде описаний экспертизы, чтобы Самому не нести ответ за такую скверную экономическую жизнь на Земле.
(Рассказ про судью с планеты Викуна)
Рассказ, предназначенный для публикации в журнале «Плейбой», подписанный псевдонимом Фрэнк Икс Барлоу.
На планете Викуна учёные изобрели способ добычи времени из атмосферы, поверхности почв и океанов, и стали тратить его как расходный материал. Когда герою рассказа исполнилось 50, времени на планете осталось всего несколько недель, и всё стало разваливаться. Жители Викуны могли покидать свои тела и надевать их обратно, как одежду. Когда время закончилось, все жители Викуны выбрались из своих тел и отправились в космос искать себе новую планету и новые тела. Однако оказалось, что во Вселенной почти нет жизни; дочь героя вселяется, отчаявшись, в скалу на Луне, сам судья долетает до Земли.
Судья долго выбирает себе мудрое тело, и решает вселиться в старичка, погруженного в свои мысли, иногда вскидывающего ладони и хлопающего ими трижды в воздухе. Вселившись, он слышит в голове старичка скаберзный стишок; но из-за того, что химия живущих на Земле организмов отличается от викунской, судья уже не может покинуть это тело.
История на этом не заканчивается, упоминается, что среди прочего судья потом вызволяет свою дочь из расщелины Луны.
В «Рецидивисте» образ старичка списан Бобом Фендером с главного героя романа.
(Научно-фантастический роман про экономику)
Упоминается, что примерно во время выхода главного героя из тюрьмы Боб Фендер под псевдонимом Килгор Траут пишет новый научно-фантастический роман про экономику.
(История про планету, где худшим преступлением считалась неблагодарность)
Это история про планету, на которой постоянно казнили за самое худшее преступление — неблагодарность, выбрасывая из окна.
Героя истории, сочиненной Фендером, в конце концов вышвырнули из окна за неблагодарность. Он полетел вниз с тридцатого этажа, и последнее его слово было: «Спа-а-а-а-и-и-о».

## Килгор Траут в романе «Галапагосы»
Повествование в романе ведётся от лица сына Килгора Траута, Льва (Леона) Троцкого-Траута (1946-1001986), погибшего при строительстве корабля «Bahia de Darwin» и наблюдавшего последних людей и эволюцию их потомков.
Во время последнего путешествия к Галапагосским островам корабля, при строительстве которого погиб Леон, ему является призрак отца. Он предлагает «зайти в голубой туннель» (успокоиться с миром), и предупреждает, что в случае отказа они с сыном не увидятся следующий миллион лет.
Описывается, что, «как и при жизни», призрак Килгора Траута был плохо выбрит, вид у него был бледный и изможденный, он курил сигарету. Упоминается, что Траут-старший ранее служил в морской пехоте США. Он опубликовал более сотни книг и тысячу отдельных рассказов, но не стал популярен, и считался неудачником. В повествовании упоминается один его поклонник — шведский врач, практикующий в Таиланде.
Леон ушёл из дома в 16 лет, так как стыдился отца, который использовал сына в общении против собственной жены. Это становится одной из причин, по которой он не соглашается уйти с ним, благодаря чему получает возможность «написать» о том, что произошло.

### Упоминаемые романы
(Спортивные роботы)
Герой романа изобретал спортивных роботов, с первой попытки выполнявших поставленную соревновательную задачу (забросить мяч в корзину, забить гол и т. п.). Дети пытались сдать изобретателя в психбольницу, жена ушла от него, но затем он стал делать роботов для рекламодателей и разбогател.

### Упоминаемые рассказы
Эра многообещающих монстров
Рассказ повествует о планете, населённой гуманоидами, не заботящимися об опасности, которую они создают для себя же. Они стали мутировать, после чего потеряли гуманоидную форму и выжили в новых условиях.

## Килгор Траут в произведении «Дай вам бог здоровья, доктор Кеворкян»
Предпоследнее интервью, описанное в произведении — интервью Воннегута и Траута. У Траута всё время выпадает верхняя челюсть, поэтому запись вышла неразборчивой.
Воннегут спрашивает Траута, что он думает о недавних событиях в Косово, Сербия. В своём ответе Траут подводит как бы итог остальному произведению.

## Килгор Траут в произведении «Человек без родины»
В одной из глав описывается вечерний звонок Траута Воннегуту, случившийся 20 января 2004 года. В этом разговоре Траут лишь задаёт несколько общих вопросов («Ты смотрел ежегодное послание Конгрессу?»), фактически это не диалог, а монолог автора.

## Килгор Траут в произведении «Времетрясение»
Килгор Траут — главный герой романа, получает признание как спаситель мира от апатии после «10 подаренных лет».